# Sissim
Der Sissim (russisch Сиси́м) ist ein rechter Nebenfluss des Jenissei in der Region Krasnojarsk in Sibirien.
Der Sissim entsteht im äußersten Westen des Ostsajan am Zusammenfluss seiner beiden Quellflüsse südlich des Berges Manskoje Belogorje. Der Fluss fließt in überwiegend westlicher Richtung, bevor er etwa 40 km östlich von Nowoselowo in den Krasnojarsker Stausee mündet. Der Sissim durchfließt dabei die Verwaltungsbezirke Kuraginski, Idrinski und Balachtinski. Der Sissim hat eine Länge von 270 km. Er entwässert ein Areal von 3260 km². Der Unterlauf des Sissim wird seit der Errichtung des Krasnojarsker Stausees in den Jahren 1967–1970 auf einer Länge von mehr als 30 km rückgestaut.